# Plantes toxiques pour les équidés
Les plantes toxiques pour les équidés sont des plantes qui peuvent causer des troubles aux Équidés, chevaux, poneys, zèbres ou ânes, qui les ingèrent. Selon le type de plante, la quantité ingérée et le poids de l'animal, ces troubles peuvent aller de symptômes bénins à la mort en quelques heures.

## Situation
À l'état sauvage, les équidés reconnaissent généralement les plantes toxiques pour eux et ne les consomment pas. La production de foin ensuite distribué aux chevaux peut causer un empoisonnement si des plantes toxiques séchées sont mélangées, les équidés n'étant alors pas capables de les reconnaître. Aussi, un cheval manquant d'aliment ou tout simplement curieux pourra consommer toute plante ou substance toxique.
La plus dangereuse de ces plantes est l'if (toutes les variétés, if commun, if du Japon, ou if du Canada), toxique pour tous les mammifères,.

## Liste des plantes toxiques
| Image | Nom scientifique            | Nom commun           | Famille          | Substance toxique       | Symptômes |
| ----- | --------------------------- | -------------------- | ---------------- | ----------------------- | --- |
|       | Artemisia absinthium        | Grande absinthe      | Asteraceae       |                         | Avortement des juments à partir de 500 grammes ingérés. |
|       | Ageratina adenophora        | Agératine du Mexique | Asteraceae       |                         | emphysème, pneumopathies interstitielles et ballonnements de l'estomac pouvant entraîner la mort.                                                                                |
|       | Arum maculatum              | Arum tacheté         | Araceae          |                         | Gêne sur la langue et douleurs buccales. |
|       | Atropa belladona            | Belladone            | Solanaceae       |                         | Troubles nerveux menant à la mort. |
|       | Buxus sempervirens          | Buis                 | Buxaceae         |                         | Tremblements et convulsions. Parfois mortel. |
|       | Conium maculatum            | Grande ciguë         | Apiaceae         |                         | Extrêmement toxique : paralysie et mort en 1 heure. |
|       | Colchicum autumnale         | Colchique d'automne  | Colchicaceae     |                         | Sudation importante, coliques, paralysie. |
|       | Brassica napus supsp. napus | Colza                | Brassicaceae     |                         | Salivation abondante, toux et urine foncée. |
|       |                             | Cytise (nom ambigu)  | Fabaceae         |                         | Convulsions et coma. |
|       | Datura                      | Datura               |                  |                         | Mort. |
|       | Digitalis purpurea          | Digitale pourpre     | Plantaginaceae   |                         | Toxique surtout dans le foin, après une consommation longue et régulière, provoque des crottins sanguinolents et l'anorexie, rarement jusqu'à la mort.                           |
|       | Euphorbia sp.               | Euphorbes            | Euphorbiaceae    |                         | Brûlures buccales, diarrhées sanguinolente, convulsions. |
|       | Pteridium aquilinum         | Fougère-aigle        | Dennstaedtiaceae |                         | Si consommation régulière : tremblements, spasmes et convulsions. |
|       | Dryopteris filix-mas        | Fougère mâle         | Dryopteridaceae  |                         | Mêmes symptômes que précédemment. |
|       | Euonymus europaeus          | Fusain d'Europe      | Celastraceae     |                         | Diarrhée et convulsion, rarement jusqu'à la mort. |
|       | Galega officinalis          | Galéga officinal     | Fabaceae         |                         | Coliques, œdème et mort en trois heures. |
|       | Quercus sp.                 | Chênes (glands)      | Fagaceae         |                         | Colique et diarrhée sanguinolente si consommation excessive. |
|       | Viscum album                | Gui                  | Santalaceae      |                         | Augmentation du rythme cardiaque et mouvements désordonnés. |
|       | Taxus                       | If                   | Taxaceae         | Feuilles, fruits, tiges | Provoque des troubles d’équilibre et des convulsions menant rapidement à la mort, 200 grammes ingérés suffisent.                                                                 |
|       | Nerium oleander             | Laurier rose         | Apocynaceae      |                         | Prostration, arythmie cardiaque et troubles digestifs dès 50 grammes. |
|       | Prunus laurocerasus         | Laurier-cerise       | Rosaceae         |                         | Troubles respiratoire et nerveux si consommation importante. |
|       | Glechoma hederacea          | Lierre terrestre     | Lamiaceae        |                         | Colique, fièvre, insuffisance cardiaque : les symptômes apparaissent au bout d’une semaine.                                                                                      |
|       | Linum usitatissimum         | Lin cultivé          | Linaceae         |                         | Seule la graine non-chauffée est toxique. Elle provoque des troubles de la coordination et des diarrhées.                                                                        |
|       | Mercurialis                 | Mercuriales          | Euphorbiaceae    |                         | Gastro-entérite, urticaire, œdème, urine sanguinolente. |
|       | Sinapis arvensis            | Moutarde des champs  | Brassicaceae     | Graines                 | Gastro-entérite, asphyxie et mort. |
|       | Brassica nigra              | Moutarde noire       | Brassicaceae     |                         | Mêmes symptômes que précédemment. |
|       | Solanum dulcamara           | Morelle douce amère  | Solanaceae       |                         | Prostration, œdème au niveau de l’auge. |
|       | Solanum nigrum              | Morelle noire        | Solanaceae       |                         | Diarrhée induite par les glycoalcaloïdes |
|       | Juglans regia               | Noyer commun (noix)  | Juglandaceae     |                         | Fourbure. |
|       | Ranunculus bulbosus         | Renoncule bulbeuse   | Ranunculaceae    |                         | Diarrhée et urine ensanglantées, mort si consommation importante. |
|       | Rhododendron sp.            | Rhododendrons        | Ericaceae        |                         | Salivation, coliques, paralysie et mort. |
|       | Robinia pseudoacacia        | Robinier             | Fabaceae         |                         | L'écorce provoque une abondante salivation, des coliques suivies de diarrhées, et mène à la mort en 3 jours.                                                                     |
|       | Jacobaea vulgaris           | Séneçon jacobée      | Asteraceae       |                         | Fièvre et accélération du rythme cardiaque et respiratoire, aggravation si consommation importante.                                                                              |
|       | Sorghum bicolor             | Sorgho               | Poaceae          |                         | Les repousses provoquent la mort en 1 heure. |
|       | Equisetum                   | Prêles               | Equisetaceae     |                         | Encore toxique en foin, au bout de quelques semaines d’ingestion répétée de plus de 10 % de prêle dans le foin, hématurie, troubles nerveux, et mort par paralysie (équisétose). |
|       | Hypochaeris radicata        | Porcelle enracinée   | Asteraceae       |                         | Troubles du mouvement pouvant rendre nécessaire une euthanasie. |
|       | Thuja occidentalis          | Thuya occidental     | Cupressaceae     |                         | Gastro-entérite si consommation importante. |
|       | Vicia sp.                   | Vesces               | Fabaceae         |                         | Acide cyanhydrique, allergie et photosensibilisation. |